# Mullens
Mullens és una població dels Estats Units a l'estat de Virgínia de l'Oest. Segons el cens del 2000 tenia 1.769 habitants.

## Demografia
Segons el cens del 2000, Mullens tenia 1.769 habitants, 771 habitatges, i 502 famílies. La densitat de població era de 357,6 habitants per km².
Dels 771 habitatges en un 25,7% hi vivien nens de menys de 18 anys, en un 51,9% hi vivien parelles casades, en un 9,6% dones solteres, i en un 34,8% no eren unitats familiars. En el 32,6% dels habitatges hi vivien persones soles el 19,6% de les quals corresponia a persones de 65 anys o més que vivien soles. El nombre mitjà de persones vivint en cada habitatge era de 2,24 i el nombre mitjà de persones que vivien en cada família era de 2,83.
Per edats la població es repartia de la següent manera: un 20% tenia menys de 18 anys, un 8,4% entre 18 i 24, un 24,4% entre 25 i 44, un 25,2% de 45 a 60 i un 22% 65 anys o més.
L'edat mediana era de 43 anys. Per cada 100 dones de 18 o més anys hi havia 89,6 homes.
La renda mediana per habitatge era de 27.742 $ i la renda mediana per família de 37.438 $. Els homes tenien una renda mediana de 32.197 $ mentre que les dones 20.917 $. La renda per capita de la població era de 17.314 $. Entorn de l'11,9% de les famílies i el 15,4% de la població estaven per davall del llindar de pobresa.

## Poblacions més properes
El següent diagrama mostra les poblacions més properes.